# Moha (mesto)
Moha je mesto na Madžarskem, ki upravno spada pod podregijo Székesfehérvári Županije Fejér.